# Sarracenia exornata
Sarracenia exornata är en flugtrumpetväxtart som först beskrevs av S.G., och fick sitt nu gällande namn av S. Bell. Sarracenia exornata ingår i släktet flugtrumpeter, och familjen flugtrumpetväxter. Inga underarter finns listade i Catalogue of Life.